# 86ste Oscaruitreiking
De 86ste Oscaruitreiking, waarbij prijzen werden uitgereikt aan de beste prestaties in films uit 2013, vond plaats op 2 maart 2014 in het Dolby Theatre in Hollywood. De ceremonie werd voor de tweede keer gepresenteerd door Ellen DeGeneres. De genomineerden werden op 16 januari bekendgemaakt door Cheryl Boone Isaacs, voorzitter van de Academy, en acteur Chris Hemsworth in het Samuel Goldwyn Theater te Beverly Hills.

## Winnaars en genomineerden
De winnaars staan bovenaan in vet lettertype.

#### Beste film
- 12 Years a Slave
  - American Hustle
  - Captain Phillips
  - Dallas Buyers Club
  - Gravity
  - Her
  - Nebraska
  - Philomena
  - The Wolf of Wall Street

#### Beste regisseur
- Alfonso Cuarón - Gravity
  - Steve McQueen - 12 Years a Slave
  - Alexander Payne - Nebraska
  - David O. Russell - American Hustle
  - Martin Scorsese - The Wolf of Wall Street

#### Beste mannelijke hoofdrol
- Matthew McConaughey - Dallas Buyers Club
  - Christian Bale - American Hustle
  - Bruce Dern - Nebraska
  - Leonardo DiCaprio - The Wolf of Wall Street
  - Chiwetel Ejiofor - 12 Years a Slave

#### Beste vrouwelijke hoofdrol
- Cate Blanchett - Blue Jasmine
  - Amy Adams - American Hustle
  - Sandra Bullock - Gravity
  - Judi Dench - Philomena
  - Meryl Streep - August: Osage County

#### Beste mannelijke bijrol
- Jared Leto - Dallas Buyers Club
  - Barkhad Abdi - Captain Phillips
  - Bradley Cooper - American Hustle
  - Michael Fassbender - 12 Years a Slave
  - Jonah Hill - The Wolf of Wall Street

#### Beste vrouwelijke bijrol
- Lupita Nyong'o - 12 Years a Slave
  - Sally Hawkins - Blue Jasmine
  - Jennifer Lawrence - American Hustle
  - Julia Roberts - August: Osage County
  - June Squibb - Nebraska

#### Beste originele scenario
- Her - Spike Jonze
  - American Hustle - Eric Warren Singer en David O. Russell
  - Blue Jasmine - Woody Allen
  - Dallas Buyers Club - Craig Borten en Melisa Wallack
  - Nebraska - Bob Nelson

#### Beste bewerkte scenario
- 12 Years a Slave - John Ridley
  - Before Midnight - Richard Linklater, Julie Delpy en Ethan Hawke
  - Captain Phillips - Billy Ray
  - Philomena - Steve Coogan en Jeff Pope
  - The Wolf of Wall Street - Terence Winter

#### Beste niet-Engelstalige film
- The Great Beauty - Italië
  - The Broken Circle Breakdown - België
  - The Hunt - Denemarken
  - The Missing Picture - Cambodja
  - Omar - Palestina

#### Beste animatiefilm
- Frozen - Chris Buck, Jennifer Lee en Peter Del Vecho
  - The Croods - Chris Sanders, Kirk DeMicco en Kristine Belson
  - Despicable Me 2 - Chris Renaud, Pierre Coffin en Chris Meledandri
  - Ernest & Celestine - Benjamin Renner en Didier Brunner
  - The Wind Rises - Hayao Miyazaki en Toshio Suzuki

#### Beste documentaire
- 20 Feet from Stardom - Morgan Neville, Gil Friesen en Caitrin Rogers
  - The Act of Killing - Joshua Oppenheimer en Signe Byrge Sørensen
  - Cutie and the Boxer - Zachary Heinzerling en Lydia Dean Pilcher
  - Dirty Wars - Richard Rowley en Jeremy Scahill
  - The Square - Jehane Noujaim en Karim Amer

#### Beste camerawerk
- Gravity - Emmanuel Lubezki
  - The Grandmaster - Philippe Le Sourd
  - Inside Llewyn Davis - Bruno Delbonnel
  - Nebraska - Phedon Papamichael
  - Prisoners - Roger A. Deakins

#### Beste montage
- Gravity - Alfonso Cuarón en Mark Sanger
  - 12 Years a Slave - Joe Walker
  - American Hustle - Jay Cassidy, Crispin Struthers en Alan Baumgarten
  - Captain Phillips - Christopher Rouse
  - Dallas Buyers Club - John Mac McMurphy en Martin Pensa

#### Beste productieontwerp
- The Great Gatsby - Catherine Martin en Beverley Dunn
  - 12 Years a Slave - Adam Stockhausen en Alice Baker
  - American Hustle - Judy Becker en Heather Loeffler
  - Gravity - Andy Nicholson, Rosie Goodwin en Joanne Woollard
  - Her - K.K. Barrett en Gene Serdena

#### Beste originele muziek
- Gravity - Steven Price
  - The Book Thief - John Williams
  - Her - William Butler en Owen Pallett
  - Philomena - Alexandre Desplat
  - Saving Mr. Banks - Thomas Newman

#### Beste originele nummer
- "Let It Go" uit Frozen - Muziek en tekst: Kristen Anderson-Lopez en Robert Lopez
  - "Alone Yet Not Alone" uit Alone Yet Not Alone - Muziek: Bruce Broughton, tekst: Dennis Spiegel (gediskwalificeerd[2])
  - "Happy" uit Despicable Me 2 - Muziek en tekst: Pharrell Williams
  - "The Moon Song" uit Her - Muziek: Karen O, tekst: Karen O en Spike Jonze
  - "Ordinary Love" uit Mandela: Long Walk to Freedom - Muziek: Paul Hewson, Dave Evans, Adam Clayton en Larry Mullen, tekst: Paul Hewson

#### Beste geluidsmixing
- Gravity - Skip Lievsay, Niv Adiri, Christopher Benstead en Chris Munro
  - Captain Phillips - Chris Burdon, Mark Taylor, Mike Prestwood Smith en Chris Munro
  - The Hobbit: The Desolation of Smaug - Christopher Boyes, Michael Hedges, Michael Semanick en Tony Johnson
  - Inside Llewyn Davis - Skip Lievsay, Greg Orloff en Peter F. Kurland
  - Lone Survivor - Andy Koyama, Beau Borders en David Brownlow

#### Beste geluidsbewerking
- Gravity - Glenn Freemantle
  - All Is Lost - Steve Boeddeker en Richard Hymns
  - Captain Phillips - Oliver Tarney
  - The Hobbit: The Desolation of Smaug - Brent Burge en Chris Ward
  - Lone Survivor - Wylie Stateman

#### Beste visuele effecten
- Gravity - Tim Webber, Chris Lawrence, David Shirk en Neil Corbould
  - The Hobbit: The Desolation of Smaug - Joe Letteri, Eric Saindon, David Clayton en Eric Reynolds
  - Iron Man 3 - Christopher Townsend, Guy Williams, Erik Nash en Dan Sudick
  - The Lone Ranger - Tim Alexander, Gary Brozenich, Edson Williams en John Frazier
  - Star Trek: Into Darkness - Roger Guyett, Patrick Tubach, Ben Grossmann en Burt Dalton

#### Beste kostuumontwerp
- The Great Gatsby - Catherine Martin
  - 12 Years a Slave - Patricia Norris
  - American Hustle - Michael Wilkinson
  - The Grandmaster - William Chang Suk Ping
  - The Invisible Woman - Michael O'Connor

#### Beste grime en haarstijl
- Dallas Buyers Club - Adruitha Lee en Robin Mathews
  - Jackass Presents: Bad Grandpa - Stephen Prouty
  - The Lone Ranger - Joel Harlow en Gloria Pasqua-Casny

#### Beste korte film
- Helium - Anders Walter en Kim Magnusson
  - Aquél no era yo (That Wasn't Me) - Esteban Crespo
  - Avant que de tout perdre (Just Before Losing Everything) - Xavier Legrand en Alexandre Gavras
  - Pitääkö mun kaikki hoitaa? (Do I Have to Take Care of Everything?) - Selma Vilhunen en Kirsikka Saari
  - The Voorman Problem - Mark Gill en Baldwin Li

#### Beste korte animatiefilm
- Mr. Hublot - Laurent Witz en Alexandre Espigares
  - Feral - Daniel Sousa en Dan Golden
  - Get a Horse! - Lauren MacMullan en Dorothy McKim
  - Possesions - Shuhei Morita
  - Room on the Broom - Max Lang en Jan Lachauer

#### Beste korte documentaire
- The Lady in Number 6: Music Saved My Life - Malcolm Clarke en Nicholas Reed
  - CaveDigger - Jeffrey Karoff
  - Facing Fear - Jason Cohen
  - Karama Has No Walls - Sara Ishaq
  - Prison Terminal: The Last Days of Private Jack Hall - Edgar Barens

## Films met meerdere nominaties
De volgende films ontvingen meerdere nominaties:
| Nominaties | Film                                | Awards |
| ---------- | ----------------------------------- | ------ |
| 10         | American Hustle                     |        |
| 10         | Gravity                             | 7      |
| 9          | 12 Years a Slave                    | 3      |
| 6          | Captain Phillips                    |        |
| 6          | Dallas Buyers Club                  | 3      |
| 6          | Nebraska                            |        |
| 5          | Her                                 | 1      |
| 5          | The Wolf of Wall Street             |        |
| 4          | Philomena                           |        |
| 3          | Blue Jasmine                        | 1      |
| 3          | The Hobbit: The Desolation of Smaug |        |
| 2          | August: Osage County                |        |
| 2          | Despicable Me 2                     |        |
| 2          | Frozen                              | 2      |
| 2          | The Grandmaster                     |        |
| 2          | The Great Gatsby                    | 2      |
| 2          | Inside Llewyn Davis                 |        |
| 2          | The Lone Ranger                     |        |
| 2          | Lone Survivor                       |        |